# Open’er Festival

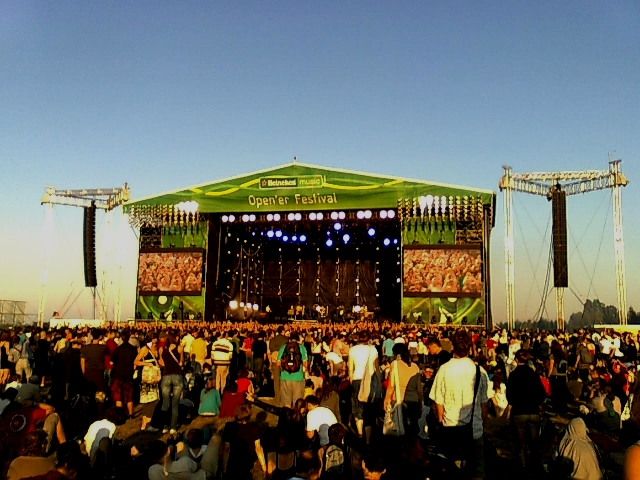
Open’er Festival

Das Open’er Festival ist ein Open-Air-Festival in Gdynia, Polen.
Das Festival fand 2002 erstmals mit einem eintägigen Event auf dem Gelände der Eisschnelllaufbahn Tor Stegny in Warschau statt, Headliner waren The Chemical Brothers. 2003 zog man dann nach Gdynia um, zunächst auf das Parkgelände Skwer Kościuszki. Nach einer Erweiterung auf zwei Tage konnten Acts wie Pink, Massive Attack oder Snoop Dogg begrüßt werden. Aus Platzgründen zog man 2006 auf das Gelände des Flughafens Gdynia-Kosakowo mit einem nun dreitägigen und ab 2009 viertägigen Event. Man erweiterte auf drei, später vier Bühnen. Seit 2012 finden auch Kunstausstellungen und Theater im örtlichen Hangar statt. Zusammengerechnet werden mindestens 90.000 Zuschauer pro Jahr erwartet.

## Künstler (Auswahl)
Bruno Mars, Björk, Prince, Franz Ferdinand, Jay-Z, Muse, Justice, Kanye West, Lana Del Rey, Depeche Mode, Pharrell Williams, Queens of the Stone Age, Florence + the Machine, Coldplay, Red Hot Chili Peppers, Radiohead, Pearl Jam, Foo Fighters …